# Euridoma (mjesec)
Euridoma (također Jupiter XXXII) je prirodni satelit planeta Jupiter. Retrogradni nepravilni satelit iz grupe Pasiphae s oko 3 kilometra u promjeru i orbitalnim periodom od 723.359 dana.